# Buitenwatersloot
De Buitenwatersloot, ook wel Kickert of Gaegh genoemd, is een kanaal tussen Delft en Den Hoorn, in de Nederlandse provincie Zuid-Holland. Het deel na Den Hoorn wordt de Gaag genoemd. In de binnenstad van Delft ligt in het verlengde van de Buitenwatersloot de Binnenwatersloot. Oorspronkelijk waren de Binnen- en Buitenwatersloot één geheel.
De benaming Buitenwatersloot wordt ook gebruikt als straatnaam voor de bewoning langs de vaart.

## Molens
Aan de Buitenwatersloot hebben ongeveer zeven molens gestaan, van oost naar west zouden dit zijn:
- Een oudere (koren)molen.
- De Papegaey.
- De Uyl, die ter hoogte van de Krakeelpolderweg moet hebben gestaan.
- De Gekroonde Zalm een houtzaagmolen.
- De oliemolen waarvan het restant nu 411 als nummer heeft.
- Kruitmolens. Terrein latere Kogelgieterij.
- Windmolen (details onbekend)